# Ilosvay Sámuel
Nagy-ilosvai Ilosvay Sámuel (Ilosva (Bereg megye), 1775. december 5. – Buda, 1836. november 4.) helytartósági titoknok, író és földbirtokos.

## Élete
Ilosvay János és Szigethi Tóth Erzse fiaként született Ilosván. 1803-ban Bereg vármegye táblabírája, később a helytartótanácsnál volt titkár Budán, ahol 1836-ben elhunyt.

## Műve
- Palugyay története. Pest, 1807. (Eredeti Magyar Románok I. Névtelenül. Ism. Tud. Gyűjt. 1818. IX. 67.)